# 粉ミルク

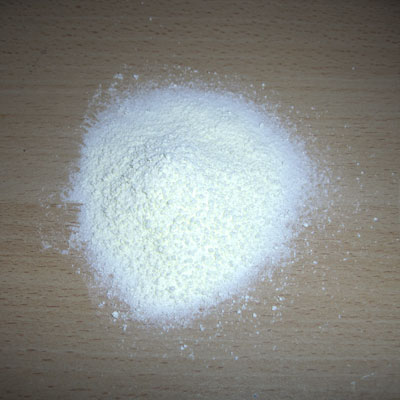
粉乳

粉ミルク（こなミルク）とは、育児用調製粉乳ともいい、生乳や牛乳などまたはこれらを原料として製造した食品を加工し、または主要原料とし、これに乳幼児に必要な栄養素を加えて粉末状にした製品。 

## 哺乳期
ヒトの哺乳期は出生後18か月頃までであり、粉ミルクは離乳期までの乳児の栄養確保のために利用される。このうち生後5～6か月頃からは離乳食との併用となる。「母子保健マニュアル」（改訂7版）では、乳児の1日の哺乳量を、0～2か月で780ml／日、３～５か月で780ml／日、6～8か月で600ml／日、9～11か月で450ml／日としている。
なお、哺乳期に飲ませる調製粉乳ではなく、離乳期後半に牛乳の代わりに用いる鉄分やビタミンなどの栄養素も加味してつくられた調製粉乳をフォローアップミルクという。

### 規格
乳児用調製粉乳は特別用途食品のひとつで、主に出生から離乳期までの赤ちゃんの育児用として適するように乳の成分を調整したもの（現在、各メーカーはインファント・フォミュラーの授乳目安期間を0 - 9ヶ月としている）。単に「粉ミルク」というと、この育児用の粉ミルクのイメージが強い。規格の制改定は厚生労働省が管轄しており、食品衛生法の付則である乳等省令にて決定されている。また特別用途食品であることから、その表示項目、内容などは健康増進法の規制を受け、消費者庁の管理下にある。母乳の成分を研究して概ね以下のような改良がなされている。
- タンパク質のカゼイン/アルブミン比並びに含有量を母乳に近似させている。
- 母乳と比較してラウリル酸など低鎖の飽和脂肪酸が多い乳脂肪をリノール酸など不飽和脂肪酸を含む油脂（ラード、パーム油など）に置換し、ω3/ω6比を母乳に近似させている。
- 厚生労働省発行のガイドライン「日本人の食事摂取基準」に従いビタミン、ミネラル類の含有量を調整している。
- β-カロチン、ヌクレオチド、タウリン、EPA、DHAなど、乳児の発育に有益であるとされる成分を添加している。

生後9ヶ月以降の離乳期に与えるのに適した成分にしたフォローアップミルクも乳幼児用調製粉乳の一種。フォローアップミルクには、従来の離乳食や一般的に与えられる牛乳では不足しがちなビタミン、ミネラルを強化してある。基本的には乳児用調製粉乳とほぼ同じ製法であるが、脂質：タンパク質：炭水化物の比は成人の食事によるものに近づけてある。前者を専門的にはレーベンスミルク、インファントフォーミュラーと呼ぶ。
上記の他にアレルギーに配慮し、乳タンパクを大豆タンパクに置き換えた物、乳タンパクをペプチドに酵素分解してアレルギー性を抑えた物も販売されている。
また一般に市販はされないが、産婦人科で用いられる低出生体重児用ミルクも存在する。
なお、妊産婦・授乳婦用粉乳もあり、これも特別用途食品のひとつで、出産前や授乳期間中の母親の栄養摂取を目的に成分を調整したものである。カルシウムや鉄分を増強し、母体および胎児の栄養補給に役立つように考えられている。

## 製造法

### 原料
乳児用調製粉乳の原料としては、牛乳から乳脂肪を取り除いた脱脂粉乳、乳より分離された乳糖、乳精パウダー、乳脂肪よりも母乳に脂肪酸組成を近づけた調整油脂などを主原料に、ビタミン、カルシウム、マグネシウム、カリウム、銅、亜鉛、鉄などのミネラル、母乳オリゴ糖、タウリン、シアル酸、β-カロテン、γ-リノレン酸、ドコサヘキサエン酸、ヌクレオチドまたはRNA等の核酸関連物質、ポリアミンなど、赤ちゃんの発育や免疫調整に必要な各種栄養素が配合されている。また、欧米など諸外国ではアラキドン酸が添加されている。

### 加工
乳はタンパク質、ミネラルなどの栄養価に富む食品であるが、生乳の状態では腐敗が早く、また体積が大きいため移送、保管は非常に困難である。粉ミルクは水分活性が低く細菌が繁殖できない状態であるため保存性は生乳に比べて格段に良い。また、生乳と比較して体積も減少するため、保管、移送にも利便性が高い。
主に乳牛から取った生乳を、濾過、脱脂、加熱殺菌、成分調整、濃縮、噴霧乾燥、包装、検査などの工程を経て作る。
工業的に粉乳を製造する場合には噴霧乾燥機を用いるのが一般的である。原料乳を加熱殺菌した後、濃縮して50～70℃まで加温し、それを乾燥室内に微粒化して噴霧することで加熱空気（180～200℃）により乾燥する。
なお、噴霧乾燥工程で出来上がった粉乳は粒子径が小さく、水和性が低いため溶けにくい。この欠点を補い消費者の利便性を高めるため、噴霧乾燥の後、粉乳に僅かな水分を与え粉末同士を顆粒状に結合させることで溶け易くするための造粒（アグロメレーション）という工程が付加される場合も多い。

## 使用法
育児用粉ミルクは、母親の母乳の出が悪い場合、母親が母子感染のおそれがある疾病に感染している場合、就業、外出時、保育所に預けている場合など、母乳を与えることができない場合などに用いられる。
ミルクの調製には乳児の消化機能や調製粉乳の特性などを考慮した軟水が望ましい。乳幼児は腎臓機能が未発達であるため、未熟であるため、市販のミネラルウォーターの一部製品のように硬度の高い水でミルクを調製してしまうとミネラルの過剰摂取となり、腎臓に負担となり、消化不良をひきおこすおそれがある。ミネラルウォーター#調乳に対する注意を参照。
ミルクを調製するためにはお湯を用いる。2007年以前は摂氏40 - 60度程度の温度の湯で溶かすのが一般的であり、電気ポット等も調乳用として60度の設定を備えている物が多かった。しかし乾燥した粉ミルクの中でも細菌は生存できるので（繁殖は不可）、殺菌のため摂氏70度以上の湯で溶かすことを世界保健機関では推奨している。厚生労働省の2005年の通知では沸騰後80℃前後で調製してから火傷に注意して適温まで冷ます方法が推奨されている。
規定の濃度があるため、節約のため薄めて使うことは推奨されない。
乳児にミルクを与えるときは哺乳瓶を利用するのが一般的である。

## 歴史

### 発明までの流れ
歴史上の最初の記録は、13世紀クビライ・カーン時代のモンゴル軍について書かれたマルコ・ポーロの著作の中にあるものとされ、それによるとモンゴル騎兵（タタール）は日干しした上澄みミルクを軍用食として携行しており、摂食時は水を加えて糊のようだったと描写されている。乳製品を食生活の基本とする遊牧民族の間では古くから馬乳ないし山羊乳の乾燥粉末が用いられていたようである。このタタールと歴史的に関係が深かったロシアで現在に通じる粉ミルクは誕生する事になった。
近代的な粉ミルクの製造過程は1802年にロシア人医師のO.クリフスキーによって発明され、最初の商業化生産は1832年にロシア人化学者のM.ドゥリコフによって確立された。1855年にアメリカのT.S.グリムワードが粉ミルク製造の特許を取得したが、それを遡る1837年以降にはイギリスのW.ニュートンが真空乾燥技術の特許を保有していた。粉ミルクは19世紀に発明された。粉ミルクが出来るまで、母乳の飲めない状況に置かれた乳児が生き延びる事は困難だった。

### 粉ミルク産業への批判
発明以来、粉ミルクに対する需要は拡大し、これに応える形で粉ミルク産業も成長していった。粉ミルクは母乳が出る母親にまで売り込まれることになっていく。
1960年代から1970年代にかけて、粉ミルク産業の多国籍企業は発展途上国への販路拡大を図ったが、その中に公正ではない広告・販売手法が含まれると指摘された。また、発展途上国では水や食品保存の衛生状態に問題があることが加わって、粉ミルクが乳児の死亡率を大きく高めた。1975年ころからは世界保健機関（WHO）などが粉ミルクへの過度の依存を警告を出すようになった。
1981年、WHOとユニセフによって「母乳代用品の販売流通に関する国際規準」（通称「WHOコード」）が採択された。「母乳代替品を病院で販売することの禁止」「粉ミルクを理想化したような表示の禁止」「医療機関や保健施設に対する粉ミルクの無償提供の停止」「会社派遣の栄養士･看護師を使って販売促進活動の禁止」などが挙げられている。
多国籍企業の販売戦略に関しては、とくに国際シェア最大のネスレ社が批判を集め、1977年以来不買運動が展開されている。1984年、ネスレがWHOコードを受け入れ、病院に粉ミルクを売り込むのをやめることで不買運動は終息したが、1988年、ネスレが病院で粉ミルクを無料配布していることが分かり不買運動が再開された（ネスレ・ボイコット参照） 。

### 日本における粉ミルクの歴史
1917年、東京の和光堂薬局（後の和光堂）が加糖全脂粉乳の「キノミール」を製造。これが日本最初の（育児用）粉ミルクとされる。以後、各社でさまざまな粉ミルクが製造・販売されており、現代まで続くブランドもある。
- 1921年 - 日本練乳（現在の森永乳業）が「森永ドライミルク」を製造開始[10][注釈 4]。
- 1922年頃 - 糧食研究会の鈴木梅太郎が育児用粉乳「パトローゲン」を開発[12]。育児用としてオリザニン（ビタミンB1）を加えた[13]。
- 1923年 - 東京菓子（現在の明治[注釈 5]）が「パトローゲン」販売開始[14][13]。1932年には製造権も譲渡される[12]。

1941年、牛乳営業取締規則に「調整粉乳」の品質規格を設定した。ただし、実際に規格が普及し始めたのは、第二次世界大戦終結後の1950年代からと言われる。
- 1951年 - 雪印乳業（現在は雪印ビーンスターク）が「雪印ビタミルク」（後の「雪印ネオミルク」）を製造開始。
- 1951年 - 明治乳業、「ソフトカード明治コナミルク」発売[14][13]。
- 1955年 - 粉ミルクにヒ素が混入される森永ヒ素ミルク中毒事件が起きた。
- 1959年 - 厚生省令に糖類等を加えて母乳組成に近づけた「特殊調製粉乳」の規格を追加。
- 1962年 - 日本ワイス（現在のアイクレオ[注釈 6]）が「SMAミルク」を発売（製造は1989年まで中央製乳[15]）[注釈 7]。

1980年代からは母乳の成分分析結果をもとにして、各種微量成分が徐々に配合されるようになり、現在のようななるべく母乳に近い成分の製品が作られるようになった。